# Hrafnkell freysgoði
Hrafnkell Hrafnsson (o Hallfredsson según otras fuentes, n. 890) también conocido por su apodo Hrafnkell freysgoði fue un caudillo vikingo de Hrafnkelsdalur, Setberg, Snæfellsnes en Islandia. Recibió su apodo porque era un hombre muy devoto del culto a Freyr, a quien construyó un templo. Es protagonista de su propia historia en la saga de Hrafnkell. Landnámabók cita que estaba casado con Oddbjorg Skjoldolfsdottir (n. 894) y de esa relación nació un hijo, Þórir Hrafnkelsson (n. 925). Fue el primer goði del clan familiar de los Hrafnkelsniðjar que lleva su nombre. 
Hrafnkell era arrogante, tenía aptitudes de guerrero y acostumbraba a retar a sus adversarios en holmgangs y no pagaba las compensaciones debidas según la ley islandesa. Según su propia saga, su mejor semental Freyfaxi estaba consagrado a Freyr y juró matar a cualquiera que cabalgase sobre él. Un pastor llamado Einarr Þorbjarnarson que trabajaba para él desobedece, cabalga sobre Freyfaxi, Hrafnkell lo descubre y le mata, negando la compensación a su padre por la muerte; fue humillado y capturado por el primo de Einnar, Sámur Bjarnason que tras quemar su templo y despeñar al semental «para entregarlo a su legítimo dueño» le exige obediencia, entregar sus bienes o morir. Hrafnkell prepara su venganza con los años, rodeándose de aliados y convirtiéndose en un poderoso caudillo hasta que llega el momento de devolver el golpe e inicia una sangrienta vendetta comenzando por matar a Eyvindur, el hermano de Sámur, para luego capturarle y recuperar sus propiedades.